# Cloudflare
Cloudflare, Inc. («Клаудфлер») — американська компанія, що надає мережеві послуги доставки контенту, пом'якшення DDoS атак, роботи служб безпеки в Інтернеті та сервіси сервера розподілених доменних імен. Служби Cloudflare працюють в якості посередника між відвідувачем вебсайту і хостинг-провайдером Cloudflare, який виконує роль зворотнього проксі.

## Послуги

### Захист від DDoS
Для всіх клієнтів Cloudflare пропонує режим «Я в атаці». Cloudflare стверджує, що це може пом'якшити розширені DDoS атаки 7-го рівня, представивши обчислювальну задачу JavaScript, яку необхідно завершити браузером користувача, перш ніж користувач зможе отримати доступ до вебсайту.
Cloudflare захистив SpamHaus від DDoS-атаки у березні 2013 року, що перевищила 300 Гбіт/с. Головний архітектор Akamai заявив, що в той час це була «найбільша публічно оголошена DDoS-атака в історії Інтернету». Cloudflare також повідомляв, що у лютому 2014 року поглинув атаки, які досягли максимуму понад 400 Гбіт/с. У листопаді 2014 року була зафіксована DDoS атака потужністю 500 Гбіт/с.

### Брандмауер вебдодатків
Cloudflare дозволяє замовникам на платних засадах використовувати послугу брандмауера вебдодатків за замовчуванням; Брандмауер має набір основних правил OWASP ModSecurity, а також власний набір правил і набори правил Cloudflare для популярних вебдодатків.

### Авторитетний DNS
Cloudflare пропонує безкоштовну авторизовану систему доменних імен (DNS) для всіх клієнтів, які працюють від мережі Anycast. Відповідно до W3Cook, DNS-служба Cloudflare наразі має понад 35 % керованих доменів DNS.

### Публічний резонанс DNS
1 квітня 2018 року Cloudflare оголосила про послугу DNS — розміщення на IP-адресах 1.1.1.1 і 1.0.0.1. Крім того, доступ до послуги можна отримати через IPv6 за адресою 2606: 4700: 4700 :: 1111 і 2606: 4700: 4700 :: 1001.
11 листопада 2018 року Cloudflare оголосила про мобільну версію свого сервісу 1.1.1.1 для iOS і Android.

### Зворотний проксі
Ключовою функціональністю Cloudflare є те, що вони виконують роль зворотного проксі для вебтрафіку.
Cloudflare підтримує нові вебпротоколи, включно з SPDY і HTTP/2. На додаток до цього, Cloudflare пропонує підтримку HTTP/2 Server Push. Cloudflare також підтримує проксі-Websockets.

### Мережа доставки контенту
Мережа Cloudflare має найбільшу кількість підключень до пунктів обміну в Інтернеті будь-якої мережі по всьому світу. Cloudflare кешує контент, щоб діяти як мережа доставки контенту (CDN), після чого всі запити проходять через Cloudflare з кешованим вмістом, що подається безпосередньо з Cloudflare.

### Проект Галілео
У 2014 році компанія Cloudflare представила проект «Галілео» у відповідь на кібератаки проти важливих, але вразливих цілей, таких як художні групи, гуманітарні організації та голоси політичного інакомислення.

## Збої в роботі
12 червня 2025 року компанія Cloudflare попередила про можливі проблеми з відображенням шрифтів та можливо інші технічні труднощі у зв’язку з глобальним збоєм, який виник вранці.